# Palazzo Comunale (Cervia)

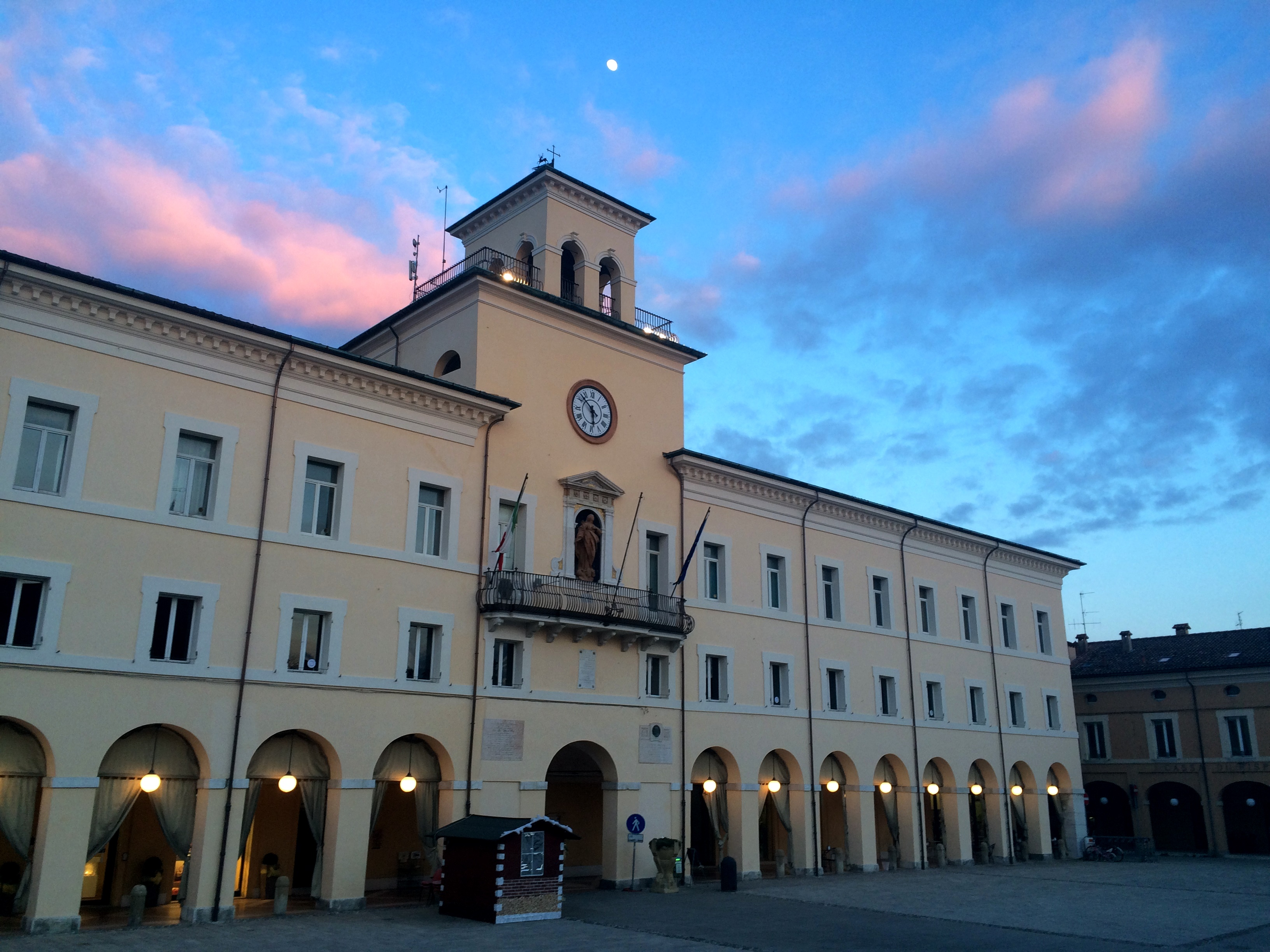
Palazzo Comunale in Cervia

Der Palazzo Comunale, auch Palazzo del Comune oder Palazzo Priorale, ist ein Palast aus dem 18. Jahrhundert im historischen Zentrum von Cervia in der italienischen Region Emilia-Romagna. Er liegt an der Piazza Garibaldi 1, direkt vor der Concattedrale Santa Maria Assunta. Er ist Sitz der Stadtverwaltung.

## Geschichte

### Vorgeschichte
Das einschneidendste Ereignis in der Geschichte von Cervia war die Verlegung der Siedlung aus den Salzwiesen, die als krankmachend galten, an ihren heutigen Standort am Ufer der Adria in den letzten Jahren des 17. Jahrhunderts und den ersten Jahren des 18. Jahrhunderts. Auf den Salzwiesen lag Ficocle (das alte Cervia). Es war eine außergewöhnliche Verelgungsoperation: Die alte, städtische Siedlung wurde zur Eindämmung der Kosten buchstäblich demontiert, Stein für Stein, und einige Kilometer entfernt wieder aufgebaut.
Die erste Phase des Baus der neuen Stadt ging unter der Aufsicht und der tätigen Mithilfe von bekannten Architekten und Bauingenieuren der damaligen Zeit schnell voran: Francesco Fontana, Bellartino Perti und Francesco Navone aus Rom, Sebastiano Cipriani aus Siena, der Experte Antonio Farini und der Hydrologe Giacomo Tassinari aus Ravenna und schließlich Cosimo Morelli aus Imola, jeder von ihnen mit einem eigenen Vorschlag, den Ort nicht nur für die Bewohner einladend zu machen, sondern auch fortschrittlich in der Struktur, Baustil und Städtebau, und alle stimmten darin überein, ein Rechteck abzugrenzen, auf vier Seiten begrenzt durch Häuser der Salzarbeiter und einem zentralen Platz in herausragender Stellung. Es war daher der Bau eines Palastes erforderlich, der offizieller Sitz der politischen Macht werden sollte, einmalig im damaligen Kirchenstaat, und so, dass man auf den ersten Blick seine Bedeutung erkennen sollte.

### Das Projekt und seine Realisierung
Man entschied sich schließlich für das Projekt des Römers Francesco Fontana. Dieser war der Sohn des berühmten Architekten Carlo Fontana, einem produktiven Geist, der die gesamte bauliche Entwicklung Roms vom Ende des 17. Jahrhunderts bis zum Anfang des 18. Jahrhunderts konzipiert und in seiner Werkstatt die bekanntesten Architekten des 18. Jahrhunderts herangebildet hatte, darunter auch Filippo Juvarra. Der junge Francesco legte den Grundstock zu seiner Karriere, indem er Vizepräsident der prestigeträchtigen Accademia di San Luca in der Hauptstadt wurde. Dies geschah 1708, als er es 40 Jahre alt war.
Die zugrunde liegende Entwurfsidee ist die sogenannte „Architektur der Gesandtschaften“: Ein imposanter, aber nüchterner, klassizistischer Baustil, der größtenteils den öffentlichen Gebäuden in der Romagna und den Marken gemein ist, „auf den diese Wesentlichkeit und Funktionalität, die in der Zeit solch schwerwiegender finanzieller Not der öffentlichen Verwaltung von der verpflichtenden, päpstlichen Kommission gefordert wurde, um die Kosten so niedrig wie möglich zu halten“, aufgeprägt war.
Dieser Palast bildet jedoch nicht vollständig das originale Projekt ab: Im Laufe weniger Jahre, zwischen 1703 und 1707, starben der Schatzmeister Maffei und der Bischof Riccamonti, Mäzene und Gründungsväter des neuen Cervia, und die Restriktionen, die das Papsttum den öffentlichen Ausgaben auferlegte, bremsten unwiederbringlich die Dynamik des Baus der neuen Stadt. Das Gebäude sollte einen Innenhof besitzen, der durch eine zentrale Auffahrt mit Zugang vom Tor zum Meer aus für die Einfahrt der Wagen zweigeteilt gewesen wäre, wo sich heute die Piazza Carlo Pisacene befindet. Der Gefängniskomplex (der ehemalige Fischmarkt) sollte mit einer Innentreppe zu den oberen Zellen, den Räumen für das Wachpersonal und den Lägern für verschiedene Zwecke versehen sein. Eine zweite Treppe auf der linken Seite des Atriums, entsprechend der heute existierenden, sollte gebaut werden. An der Fassade sollte ein niedrigerer Turm, als der, den wir heute sehen können, entstehen. Wie heute, lagen damals schon unter den Laubengängen zum Platz die Läden, in deren Innerem eine Treppe vom Erdgeschoss zum Zwischengeschoss führte, in dem die Wohnungen der Händler lagen.

### Nachfolgende Ereignisse
Der heutige Palast ist das Resultat mehrerer Bauabschnitte: Das oben erwähnte Türmchen wurde erst zwanzig Jahre nach Abschluss der Bauarbeiten, 1732, genehmigt und gemäß dem Projekt Fontanas erbaut und schon mit der charakteristischen Uhr versehen, die aber nicht der heutigen entspricht. 1754 beschlossen die Ältesten der Stadt, die Terrakottastatue der Jungfrau Maria, die für die Nische unterhalb der Uhr vorgesehen war, anfertigen zu lassen. Heute dominiert sie den Platz, ekstatisch und feierlich mit ihrem kunstvollen Kleid.
Aber innerhalb von wenig mehr als 60 Jahren (1769) war der Palast dem Verfall preisgegeben: Einige Räume waren sogar unbewohnbar und gefährlich und die päpstlich-apostolische Kammer vergab ihn in immerwährender Pacht gegen eine zu vernachlässigende Gebühr an die Stadtverwaltung mit der Auflage, dass die Stadtverwaltung für seine vollständige Restaurierung sorgte, die in drei Jahren und einem Monat beendet sein sollte, und, dass darin umgehend die Amtsräume des Gouverneurs untergebracht würden. Die Arbeiten erwiesen sich aber als sehr kostspielig und die Stadt verschuldete sich so weit, dass sie gezwungen war, drei Jahre nach Unterzeichnung der Urkunde einen großen Teil des Gebäudes an einen Privatmann, einen gewissen Nicola Costa abzugeben. Die Urkunde wurde jedoch von Kardinal Colonna (1789) angefochten, der die Annullierung forderte und Arbeit des Ältestenrates hart kritisierte.
Im Folgejahr wurde der Architekt Camillo Morigia, der in der Gegend um Ravenna bekannt war, mit der Planung eines neuen Türmchens betraut, das den schon existierenden ersetzen sollte, aber das Projekt wurde nicht ausgeführt. Die endgültige Version von einem unbekannten Entwurfsplaner stammt zweifellos aus der Zeit nach 1800.
1849 wurde die Uhr, die häufig defekt war, durch eine „Uhrenmaschine“ ersetzt, an deren Stelle 1962 die eigentliche, heute noch existierende Uhr trat.
Im Turm wurden die ursprünglichen Glocken, die den Verlauf der Stunden im Dienst der Stadt anzeigten, im Zweiten Weltkrieg eingeschmolzen. 1950 kamen neue Exemplare an ihre Stelle zurück, aber ihr Gebrauch wurde Anfang der 2000er-Jahre eingestellt.
Schließlich noch eine Bemerkung über die Pflasterung der Laubengänge an der Piazza und zur Galerie in der Mitte: Zu den ursprünglichen Sankt-Peter-Steinen kamen 1876 kleine Steine, die schräg angeordnet waren (noch sichtbar an den Laubengängen der Südwestecke), die später durch rote, sechseckige Feuersteine (1928–1929) und schließlich 1983 durch große Fliesen nach klassischem Geschmack ersetzt wurden, die man heute noch sehen kann.

## Ein Museum der geschichtlichen Erinnerung im Freien
Wenn man von hinten, von der Piazza Pisacane (ehemals Piazza delle Erbe) an den Palazzo Comunale kommt, gelangt man in die nüchterne Empfangshalle im Erdgeschoss. Rechts oben sieht man ein Fresko des Malers Giovanni Maioli, Erinnerung und Ehrung der Gefallenen des großen Krieges: Auf der einen Seite sieht man den Gruß einer Ehefrau an ihren Gatten auf dem Weg zur Front, auf der anderen den Kampf und den Schmerz dieser Frau, schwarz angezogen, die gerade vom Tod ihres Mannes erfahren hat. Sie stützt sich mit der einen Hand auf die alte Mutter und mit der anderen auf den Kopf ihres kleinen Sohnes, der ebenfalls weint. In der Mitte sieht man eine Votivlampe, ebenfalls im Fresko, die ein lebhaftes Licht als ewige Erinnerung an jedes Leben, das im Krieg geopfert wurde, ausstrahlt.
Darunter und an der linken Wand sieht man gut 15 steinerne Erinnerungstafeln unterschiedlicher Abmessungen, die im Laufe der Jahrhunderte nacheinander dort angebracht wurden. Die Ereignisse: Die Kriegserklärung an Österreich-Ungarn mit den Worten des Königs Viktor Emanuel III. vom Mai 1915; das Bulletin, mit dem Marschall Armando Diaz am 4. November 1918 das siegreiche Ende der Feindlichkeiten bekanntgab; die Gefallenen aus Cervia, militärische wie zivile, beider Weltkriege; das Datum der Befreiung von Cervia von den deutschen Faschisten, der 22. Oktober 1944:

„22 ottobre 1944 / Alba di libertà / ventennale di barbaro dominio infranto / gloria di martiri / questo marmo ai posteri / perennemente ricordi“

(dt.: 22. Oktober 1944 / Morgendämmerung der Freiheit / zwanzig Jahre barbarische Herrschaft gebrochen / Ehre der Märtyrer / diese Marmortafel für die Nachwelt / als immerwährendes Gedächtnis)

Die geehrten Personen: Adeodato Ressi, Wirtschaftswissenschaftler, Akademiker und Carbonari-Patriot, Freund, Kriegs- und Zellengenosse von Silvio Pellico und Piero Maroncelli; Teodolinda Franceschi Pignocchi, mazzinanische Dichterin, Lehrerin und Patriotin; Antonio Fratti, auch er Gefolgsmann von Mazzini und Garibaldi, gefallen im griechisch-türkischen Krieg, in dem er freiwillig an der Seite des griechischen Volkes kämpfte; Archimedo Maltoni,  ein weiterer Garibaldist, gefallen in der Schlacht von Monterotondo; Alberto Missiroli, Infektologe und Pionier in der Schlacht gegen die Malaria; Alfredo Baccarini, Garibaldist, Ingenieur und mehrere Male Minister für öffentliche Arbeiten, Verfechter der Emanzipation der Arbeiter; Luigi Mazzolani, Rechtsanwalt, Jurist und bekannter Dichter bürgerlichen Engagements; Stefano Biondi, junger Polizist aus Cervia, ermordet im Dienst in der Nähe von Reggio Emilia, goldenes, ziviles Ehrenabzeichen; und schließlich der Held zweier Welten, Giuseppe Garibaldi.
Nach eben diesem Giuseppe Garibaldi ist der Hauptplatz benannt, auf dem man gelangt, wenn man den Rundgang beendet hat. Dort lenken drei weitere, steinerne Gedenktafeln, die der Fassade des Palazzo Comunale zugewandt sind, die Aufmerksamkeit auf sich. Sie sind, der Reihenfolge nach, dem Vater der italienischen Sprache, Dante Alighieri, zum 600. Todestag (14. September 1921), Giuseppe Mazzini, dem Vater und Ideologen der vereinigten Republik, und Grazia Deledda, illustre, zugereiste Bürgerin, die in der Gegend von Cervia ihren Sommerurlaub verbrachte und hier die Inspiration zum Schreiben einiger ihrer größten Werke fand, gewidmet.